# Tina Trstenjak
Tina Trstenjak (Celje, 24 augustus 1990) is een Sloveens judoka. Trstenjak won tijdens de wereldkampioenschappen drie medailles in drie verschillende kleuren. Trstenjak haar grootste succes was het winnen van olympisch goud tijdens de spelen van 2016.

## Resultaten

### Olympische Spelen
- Olympische Zomerspelen 2016 in Rio de Janeiro  in het halfmiddengewicht
- Olympische Zomerspelen 2020 in Tokio  in het halfmiddengewicht

### Wereldkampioenschappen
- Wereldkampioenschappen judo 2014 in Tsjeljabinsk  in het halfmiddengewicht
- Wereldkampioenschappen judo 2015 in Astana  in het halfmiddengewicht
- Wereldkampioenschappen judo 2017 in Boedapest  in het halfmiddengewicht
- Wereldkampioenschappen judo 2018 in Bakoe  in het halfmiddengewicht

### Europese kampioenschappen
- Europese kampioenschappen judo 2013 in Boedapest  in het halfmiddengewicht
- Europese kampioenschappen judo 2014 in Montpellier  in het halfmiddengewicht
- Europese kampioenschappen judo 2016 in Kazan  in het halfmiddengewicht
- Europese kampioenschappen judo 2017 in Warschau  in het halfmiddengewicht
- Europese kampioenschappen judo 2018 in Tel Aviv  in het halfmiddengewicht
- Europese kampioenschappen judo 2021 in Lissabon  in het halfmiddengewicht

1992: Catherine Fleury-Vachon ·
1996: Yuko Emoto ·
2000: Séverine Vandenhende ·
2004: Ayumi Tanimoto ·
2008: Ayumi Tanimoto · 
2012: Urška Žolnir · 
2016: Tina Trstenjak · 
2020: Clarisse Agbegnenou · 
2024: Andreja Leški